# Geschwisterrivalität
Die Geschwisterrivalität bezeichnet die Konkurrenz von Geschwistern, insbesondere um die Gunst der Eltern. Damit verbundene Gefühle sind Neid und Eifersucht, in deren Folge oft Verletzungen geschehen und Schmerz und Wut entstehen, die sich zu Missgunst und Hass steigern können und manchmal in Mord und Totschlag enden. In starker Form ist es eine emotionale Störung des Kindesalters (ICD-10, F93.3).
Rivalitäten sind abhängig von der Familiendynamik, den Erziehungsbedingungen und dem kulturellen Hintergrund. Besondere Spannungen werden zwischen Erstgeborenem und zweitem Kind sowie zwischen gleichgeschlechtlichen Kindern und zwischen Zwillingen beobachtet. In der Psychoanalyse spielt Geschwisterrivalität neben dem Ödipus-Konflikt eine zentrale Rolle.
Geschwisterrivalität ist Anlass von Gerichtsverfahren, Familientherapien, Erbstreitigkeiten, Konkursverfahren und Firmenteilungen. Insbesondere das Zwei-Brüder-Motiv und der Brudermord sind Motive vielfältiger Mythen und Märchen und finden ihren Ausdruck in Werken der darstellenden Kunst. Bekannt sind die biblischen Überlieferungen von Kain und Abel, Jakob und Esau, Joseph und seinen Brüdern oder dem Gleichnis vom verlorenen Sohn.